# Lulu roi de France
 (juillet 2020).
Si vous disposez d'ouvrages ou d'articles de référence ou si vous connaissez des sites web de qualité traitant du thème abordé ici, merci de compléter l'article en donnant les références utiles à sa vérifiabilité et en les liant à la section « Notes et références ».
Pour plus de détails, voir Fiche technique et Distribution.
Lulu Roi de France  est un téléfilm de Bernard Uzan réalisé en 1995

## Synopsis
Lucien Hastier, dit Lulu, est serrurier d'art à La Courneuve et militant communiste. Alors qu'il n'avait jamais connu ses parents et avait été élevé par l'assistance publique, un notaire vient lui annoncer que son père est décédé et lui a laissé un héritage extraordinaire : un château, un titre de duc et une filiation royale. Mais des problèmes surgissent, le défunt duc a laissé de lourdes dettes et des prétendants au titre.

## Fiche technique
- Réalisation : Bernard Uzan
- Scénario et dialogues : Bernard Uzan et Natalie Carter
- 1er assistant réalisateur : Laurent Herbiet
- 1er assistant opérateur : Philippe Ramdane
- Assistant coordinateur de production : Stéphane Hernicot
- Production : Alya productions, France 2 et France 3
- Musique : Alain Le Douarin

## Distribution
- Richard Bohringer :  Lulu Hastier
- Corinne Touzet : Eléonore, marquise de Brainville
- Claire Nadeau : la comtesse Anne-Amélie
- Vanessa Guedj : Sylvie Hastier
- Roger Mirmont : Me Pouilloux, notaire
- François Morel : Jambu
- Maka Kotto : Honoré
- Jacques Spiesser : Victor
- Jacques Boudet : le comte Philippe-André
- Samir Guesmi : Sami
- Valérie Vogt : Gilogne, la fille du Comte
- Nicolas Abraham : Jacques, le fils du Comte
- Bruno Lochet : Pierre
- Gilbert Lévy :  Armand Deveaux
- Elie Bachman : rôle sans nom
- José Exposito : Garde du corps de Lulu
- Raymond Gérôme : Baron de Vaux